# Tarrós
Tarrós község Baranya vármegyében, a Hegyháti járásban.

## Fekvése
Baranya vármegye északi határszélén, a Hegyhát tájegységben fekszik, Sásd városától északkeleti, Vásárosdombótól délkeleti irányban. Zsákfalunak tekinthető, mivel közúton csak ez utóbbi község déli része felől, a 611-es főútból kiágazó 65 178-as számú mellékúton érhető el.

## Története
Nevét eredeztetik a tarló szavunkból, más felfogás szerint Árpád fejedelem legidősebb fiának, Tarhosnak a nevéből. Az 1475-ös okiratban már Tarros néven említik. Az 1554-es egyházi összeírásnál található Tarrlós Bálint neve.
A német temető feltárásakor találtak olyan csontvázat, amely ülő helyzetben, zsugorítva volt elhelyezve, ez arra utal, hogy a sír kő-, vagy bronzkori. Így is bizonyítottnak látszik, hogy Tarrós, a megye egyik legősibb települése, amely állattartásból, mezőgazdaságból élő, máig kis zsáktelepülés. Infrastruktúrája elmaradott, de számos népi építészeti elemet is felfedezhetünk, amely a közeljövőben az idegenforgalom számára is érdekessé, vonzóvá tehetné a települést.

## Közélete

### Polgármesterei
- 1990–1994: Waschler Zoltán (nem ismert)[3]
- 1994–1998: Wascher Zoltánné (független)[4]
- 1998–2002: Wascher Zoltánné (független)[5]
- 2002–2006: Bagdán Levente (független)[6]
- 2006–2010: Tóth Gyula József (független)[7]
- 2010–2014: Valigura Ernő (független)[8]
- 2014–2019: Balázs Bernadett (független)[9]
- 2019–2024: Balázs Bernadett (független)[10]
- 2024– : Dömse Jenő (független)[1]

A településen a 2024. június 9-i önkormányzati választás után, a polgármester-választás tekintetében nem lehetett eredményt hirdetni, mert az élen szavazategyenlőség alakult ki a hivatalban lévő faluvezető két, független kihívója, Bónéné Vad Orsolya és Dömse Jenő között. Az emiatt szükségessé vált időközi választást 2024. szeptember 29-én tartották meg, minimálisan magasabb választói részvétel mellett, ami pedig Dömse Jenőnek kedvezett.

## Népesség
A település népességének változása:
| Lakosok száma | 130  | 134  | 126  | 99   | 114  | 104  | 102  | 99   |
|               | 2013 | 2014 | 2015 | 2019 | 2021 | 2022 | 2023 | 2024 |

A 2011-es népszámlálás során a lakosok 89,5%-a magyarnak, 3,8% cigánynak, 3% németnek mondta magát (9% nem nyilatkozott; a kettős identitások miatt a végösszeg nagyobb lehet 100%-nál). A vallási megoszlás a következő volt: római katolikus 68,4%, evangélikus 6,8%, felekezeten kívüli 14,3% (10,5% nem nyilatkozott).
2022-ben a lakosság 72,1%-a vallotta magát magyarnak, 6,7% cigánynak, 1% németnek (26,9% nem nyilatkozott; a kettős identitások miatt a végösszeg nagyobb lehet 100%-nál). Vallásuk szerint 25% volt római katolikus, 1,9% evangélikus, 1% egyéb katolikus, 8,7% felekezeten kívüli (62,5% nem válaszolt).